# Angestelltensoziologie
Die Angestelltensoziologie ist eine spezielle Soziologie, die mit einer Arbeit von Emil Lederer über die „Privatangestellten“ (1912) und mit einer Artikelserie von Siegfried Kracauer in der Frankfurter Zeitung von 1929 begründet wurde. Sie hat zum Gegenstand die Arbeitswelt, soziale Lage und das Bewusstsein der seit dem Ende des 19. Jahrhunderts mit den entstehenden Großbetrieben und Großverwaltungen anwachsenden Gruppe der „Privatbeamten“ und „(Privat-)Angestellten“.

## Entstehung und Entwicklung
Die Zunahme der absoluten Zahl und der steigende Anteil an den abhängig Beschäftigten sowie ihre wirtschaftliche Bedeutung zog bereits im ersten Drittel des 20. Jahrhunderts die Aufmerksamkeit der Soziologen auf die Angestellten. Theoretische Fragestellungen ergaben sich aus der gesellschaftlichen Tendenz zur Bürokratisierung sowie aus dem säkularen Wandel von der Industrie- zur Dienstleistungsgesellschaft und aus der damit einhergehenden zunehmenden Beteiligung der Frauen am Erwerbsleben, die besonders in diesem Sektor sich manifestierte.
In Auseinandersetzung mit der Marxschen Klassentheorie stand zunächst die Annahme, der Kapitalismus entwickele sich zu einer polarisierten Zweiklassen-Gesellschaft, zur Disposition. Statt des erwarteten Untergangs und der Proletarisierung des alten Mittelstands entstand ein „neuer Mittelstand“. Theodor Geiger und C. Wright Mills waren dessen frühe Analytiker. Geiger hat die Bedeutung der Angestellten für das Erstarken des Nationalsozialismus bereits in den frühen 1930er Jahren untersucht.
Die politökonomische Soziologie interessierte sich für das Phänomen der „Herrschaft der Manager“, das James Burnham Anfang der 1940er Jahre entdeckte. In den 1960er Jahren waren es die „Industriebürokratie“ und die „technisch-wissenschaftliche Intelligenz“,
die zu bevorzugten Untersuchungsgegenständen wurden. Ein neues Amalgam aus technischer Intelligenz und Facharbeitern identifizierte der französische Soziologe Serge Mallet als „neue Arbeiterklasse“, die die kapitalistische (Irr-)Rationalität in Frage stellen könnte.

### Anfänge
- Emil Lederer: Die Privatangestellten in der modernen Wirtschaftsentwicklung. Tübingen 1912.
- Siegfried Kracauer: Die Angestellten : Aus dem neuesten Deutschland Frankfurt a. M. : Frankfurter Societäts-Druckerei  1930. Neuauflagen: Die Angestellten : Eine Schrift vom Ende d. Weimarer Republik Allensbach ; Bonn : Verl. f. Demoskopie 1959; Die Angestellten : Aus d. neuesten Deutschland Mit e. Rezension von Walter Benjamin Frankfurt am Main 1971
- Theodor Geiger: Die soziale Schichtung des deutschen Volkes. Soziographischer Versuch auf statistischer Grundlage, Stuttgart 1932.
- Hans Speier: Die Angestellten vor dem Nationalsozialismus. Vandenhoeck & Ruprecht, Göttingen 1977 (angekündigte Publikation wurde 1933 aus politischen Gründen nicht veröffentlicht)
- Carl Dreyfuss: Beruf und Ideologie der Angestellten, München/Leipzig: Duncker & Humblot, 1933.

### Fortgang
- Fritz Croner:  De svenska privatanställda : en sociologisk studie, Stockholm : Kooperativa Förbundets Bokförlag 1939
- Fritz Croner: Die Angestellten in der modernen Gesellschaft. Eine sozialhistorische und soziologische Studie, Wien 1954.
- Fritz Croner: Soziologie der Angestellten, Köln/Opladen 1962.
- C. Wright Mills: Menschen im Büro. Ein Beitrag zur Soziologie der Angestellten. Bund Verlag, Köln 1955. (engl. 1951)
- Hans Paul Bahrdt: Industriebürokratie. Enke, Stuttgart 1958.
- Serge Mallet: Die neue Arbeiterklasse. Luchterhand, Neuwied 1972. (frz. 1963)
- Siegfried Braun: Zur Soziologie der Angestellten, Frankfurt am Main 1964.
- Ulf Kadritzke: Angestellte – Die geduldigen Arbeiter, Frankfurt am Main 1975.